# ポンポニオ・アッレグリ
ポンポニオ・アッレグリ（伊: Pomponio Allegri, 1521年-1593年）は、ルネサンス期のイタリアの画家である。パルマ派の画家アントニオ・アッレグリ・ダ・コレッジョの息子。

## 生涯
コレッジョの息子として生まれたポンポニオは、13歳の時にコレッジョが死去するまでの間に父親から最初の芸術の基礎を学んだ。コレッジョの死後は父親の最も有能な弟子であるフランチェスコ・マリア・ロンダーニのもとで修業を続けたと言われている。ポンポニオは父と祖父からかなりの財産を相続し、しばらくの間はコレッジョの町で良い地位を保持していたらしい。しかしその後、土地の所有権のほとんどを売却した。
ポンポニオはパルマに定住し、多くの重要な発注を受けた。パルマ大聖堂ではフレスコ画『シナイ山のモーセ』（Moses on Mount Sinai）を制作した。彼はコレッジョの名声のおかげで仕事を欠くことはなかった。コレッジョの影響を示す祭壇画の1つはパルマ美術アカデミーに所蔵されている。そこではイスラエル人に十戒を示す預言者モーセが表現されている。またいくつかの作品がパルマ国立美術館に所蔵されている。他の作品は様々な教会に現存している。ポンポニオはコレッジョと同じようにしばしばアッレグリの名前をラテン語化し、ポンポニオ・ラエティ（Pomponio Laeti）と署名した。
ポンポニオは非常に限定された才能の芸術家であり、コレッジョ作品のモチーフを再利用し、それらをジュリオ・ロマーノとレオナルド・ダ・ヴィンチから取り入れた原則と不器用に組み合わせている。ここでのコレッジョの作品の明るさと色は落ち着いてぼやけている。ポンポニオをオリジナリティある芸術家と見なす場合、現在ラヴェンナ美術アカデミー（Accademia di Belle Arti di Ravenna）にある『豊穣』（Abundance）を挙げることができ、そこではマニエリスムの緊張は達成されているが、パルミジャニーノよりもヤコポ・ベルトイアに触発されている。いずれにせよこの帰属は疑問視されている。

## 作品
- 『シナイ山のモーセ』1560年-1562年、パルマ大聖堂
- 『健康の聖母』聖三位一体教会（イタリア語版）
- 『聖母子と聖人たち』パルマ国立美術館
- 『聖母子と洗礼者聖ヨハネ』パルマ国立美術館
- 『豊穣』ラヴェンナ美術アカデミー